# Debian-Installer
Debian-Installer è il programma di installazione della distribuzione Linux Debian GNU/Linux.
Scritto originariamente per la release Sarge di Debian, ed usato per la prima volta in Skolelinux Venus (1.0), il programma fa uso di cdebconf, un'apposita riscrittura in C dello strumento debconf di configurazione dei pacchetti scritto in Perl.
Inizialmente dotato di sola interfaccia testuale, Debian-Installer viene arricchito da una controparte grafica, basata sulle librerie GTK+-DirectFB, a partire dalla pubblicazione di Debian 4.0 (nome in codice Etch), che viene reso disponibile scegliendo l'opzione installgui al momento dell'avvio dell'installazione.
Debian-Installer è utilizzato anche in diverse distribuzioni derivate da Debian, come la celebre Ubuntu, nella quale è stato affiancato, a partire dalla versione 6.06, da Ubiquity, un adattamento del primo.

## Galleria d'immagini

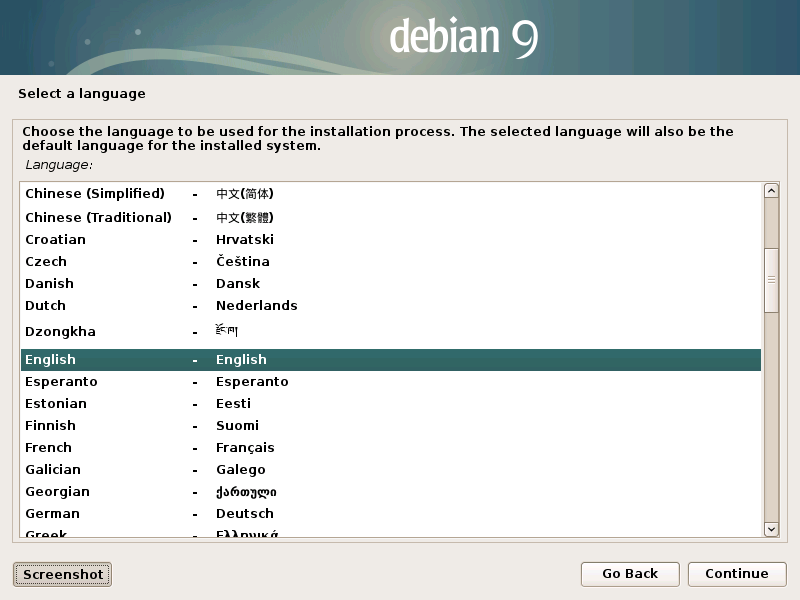
Debian installer (grafico)
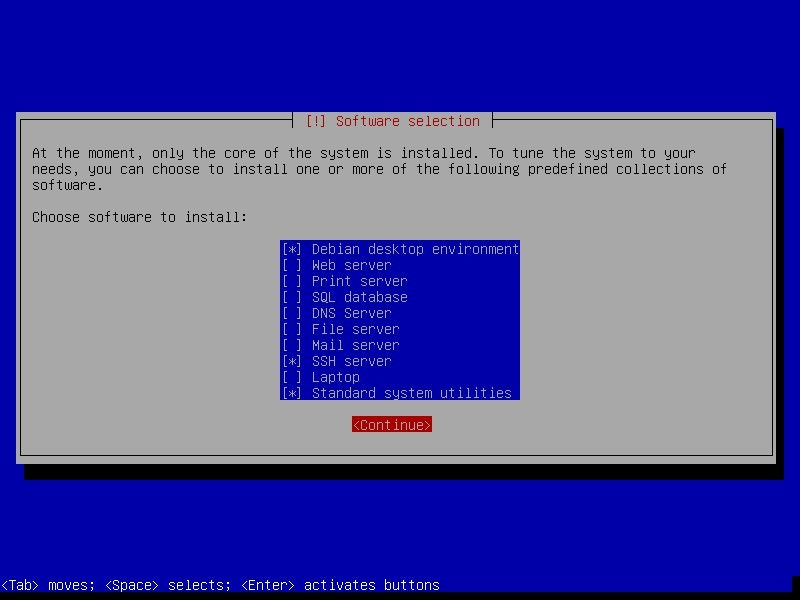
Vecchia versione dell'installer